# Ornitologická pozorovatelna Heřmanický rybník
Ornitologická pozorovatelna Heřmanický rybník, nazývaná také Ptačí pozorovatelna Heřmanický rybník, je ptačí pozorovatelna postavená jako jednoduchá nezastřešená dřevěná stavba s plošinou a zábradlím v Heřmanicích v městském obvodu Slezská Ostrava statutárního města Ostrava. Nachází se v nadmořské výšce 200 m, na severovýchodním břehu Heřmanického rybníka v přírodní památce Heřmanický rybník, resp.v evropsky významné lokalitě Heřmanický rybník, v nížině Ostravská pánev v Moravskoslezském kraji a v Horním Slezsku.

## Další informace
Ornitologická pozorovatelna Heřmanický rybník má celkovou výšku 3,5 m a pozorovací plošinu ve výšce 2,4 m a byla postavena v roce 2012. Místo je celoročně přístupné, např. po trase naučné stezky Heřmanický rybník. Údaje o pozorování ptactva jsou uvedeny např. v . Heřmanický rybník je významnou ornitologickou lokalitou, kde je možné dlouhodobě zhlédnout až 250 druhů ptáků.

## Galerie

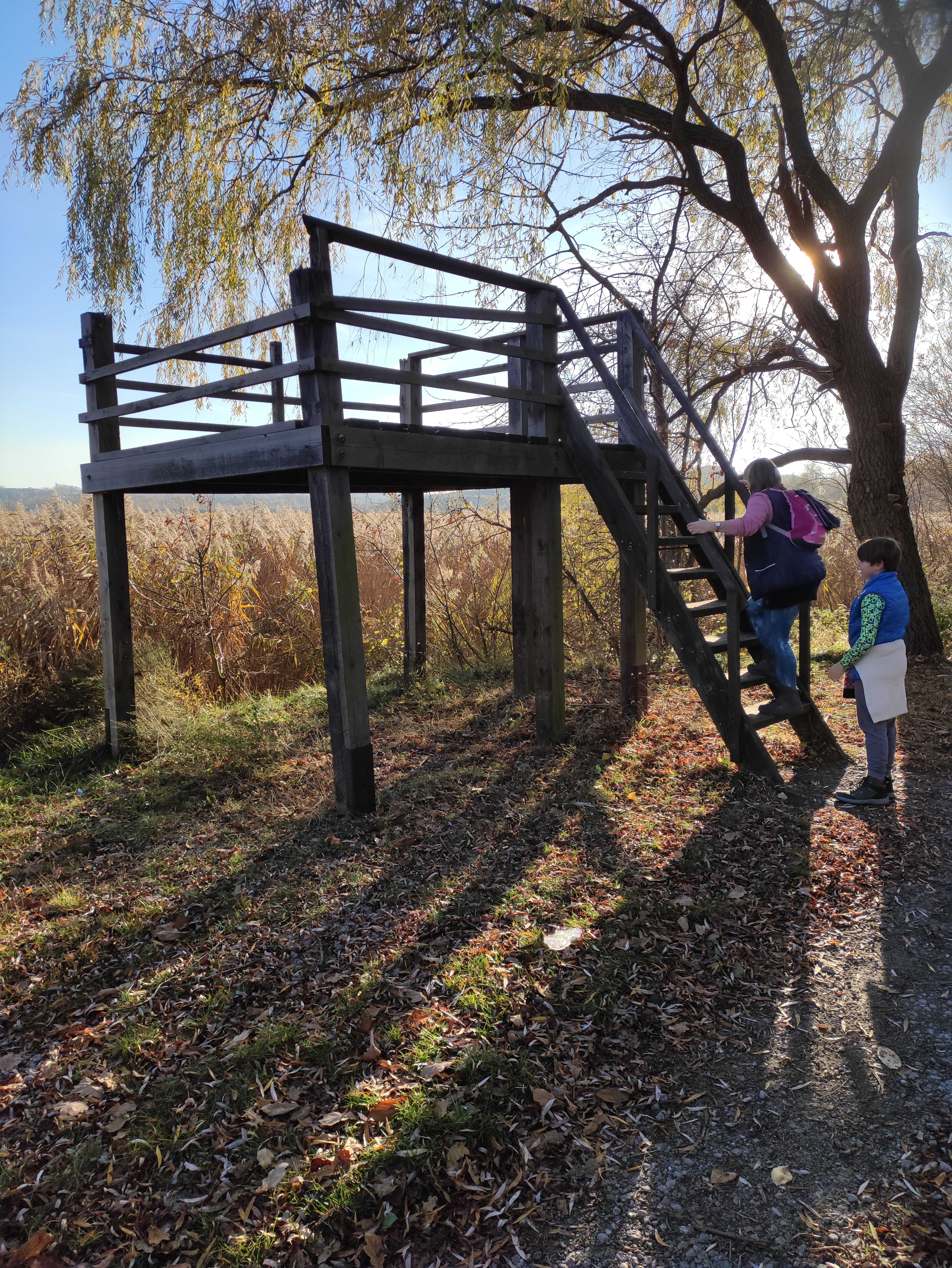
Umístění rozhledny a výstup po žebříku